# Central Gonja
Central Gonja är ett distrikt i Ghana.   Det ligger i regionen Norra regionen, i den centrala delen av landet, 400 km norr om huvudstaden Accra. Antalet invånare är 126 758. Arean är 8 353 kvadratkilometer.
Terrängen i Central Gonja är huvudsakligen platt, men åt nordväst är den kuperad.